# Жіноча збірна Косова з футболу
Жіноча збірна Косова з футболу (алб. Kombëtarja e futbollit të femrave të Kosovës; серб. Женска фудбалска репрезентација Косова) — національна збірна Косова з футболу, яка виступає на футбольних турнірах серед жінок. 

## Міжнародні турніри

### Чемпіонат Європи
| Рік  | Результат           | Матчі               | Перемоги            | Нічиї               | Поразки             | Забиті голи         | Пропущені голи      |
| ---- | ------------------- | ------------------- | ------------------- | ------------------- | ------------------- | ------------------- | ------------------- |
| 1993 | У складі Югославії  | У складі Югославії  | У складі Югославії  | У складі Югославії  | У складі Югославії  | У складі Югославії  | У складі Югославії  |
| 1995 | У складі Югославії  | У складі Югославії  | У складі Югославії  | У складі Югославії  | У складі Югославії  | У складі Югославії  | У складі Югославії  |
| 1997 | У складі Югославії  | У складі Югославії  | У складі Югославії  | У складі Югославії  | У складі Югославії  | У складі Югославії  | У складі Югославії  |
| 2001 | Команди не існувало | Команди не існувало | Команди не існувало | Команди не існувало | Команди не існувало | Команди не існувало | Команди не існувало |
| 2005 | Команди не існувало | Команди не існувало | Команди не існувало | Команди не існувало | Команди не існувало | Команди не існувало | Команди не існувало |
| 2009 | Команди не існувало | Команди не існувало | Команди не існувало | Команди не існувало | Команди не існувало | Команди не існувало | Команди не існувало |
| 2013 | Не була членом УЄФА | Не була членом УЄФА | Не була членом УЄФА | Не була членом УЄФА | Не була членом УЄФА | Не була членом УЄФА | Не була членом УЄФА |
| 2017 | Не була членом УЄФА | Не була членом УЄФА | Не була членом УЄФА | Не була членом УЄФА | Не була членом УЄФА | Не була членом УЄФА | Не була членом УЄФА |
| 2022 | не кваліфікувалась  | не кваліфікувалась  | не кваліфікувалась  | не кваліфікувалась  | не кваліфікувалась  | не кваліфікувалась  | не кваліфікувалась  |
| 2025 | не кваліфікувалась  | не кваліфікувалась  | не кваліфікувалась  | не кваліфікувалась  | не кваліфікувалась  | не кваліфікувалась  | не кваліфікувалась  |

### Чемпіонат світу
| Рік  | Результат           | Матчі               | Перемоги            | Нічиї               | Поразки             | Забиті голи         | Пропущені голи      |
| ---- | ------------------- | ------------------- | ------------------- | ------------------- | ------------------- | ------------------- | ------------------- |
| 1991 | У складі Югославії  | У складі Югославії  | У складі Югославії  | У складі Югославії  | У складі Югославії  | У складі Югославії  | У складі Югославії  |
| 1995 | У складі Югославії  | У складі Югославії  | У складі Югославії  | У складі Югославії  | У складі Югославії  | У складі Югославії  | У складі Югославії  |
| 1999 | У складі Югославії  | У складі Югославії  | У складі Югославії  | У складі Югославії  | У складі Югославії  | У складі Югославії  | У складі Югославії  |
| 2003 | Команди не існувало | Команди не існувало | Команди не існувало | Команди не існувало | Команди не існувало | Команди не існувало | Команди не існувало |
| 2007 | Команди не існувало | Команди не існувало | Команди не існувало | Команди не існувало | Команди не існувало | Команди не існувало | Команди не існувало |
| 2011 | Не була членом УЄФА | Не була членом УЄФА | Не була членом УЄФА | Не була членом УЄФА | Не була членом УЄФА | Не була членом УЄФА | Не була членом УЄФА |
| 2015 | Не була членом УЄФА | Не була членом УЄФА | Не була членом УЄФА | Не була членом УЄФА | Не була членом УЄФА | Не була членом УЄФА | Не була членом УЄФА |
| 2019 | не кваліфікувалась  | не кваліфікувалась  | не кваліфікувалась  | не кваліфікувалась  | не кваліфікувалась  | не кваліфікувалась  | не кваліфікувалась  |
| 2023 | не кваліфікувалась  | не кваліфікувалась  | не кваліфікувалась  | не кваліфікувалась  | не кваліфікувалась  | не кваліфікувалась  | не кваліфікувалась  |